# Varicosporina ramulosa
Varicosporina ramulosa är en svampart som beskrevs av Meyers & Kohlm. 1965. Varicosporina ramulosa ingår i släktet Varicosporina och familjen Halosphaeriaceae.   Inga underarter finns listade i Catalogue of Life.